# کوزووو ووگ
کوزووو ووگ (به لهستانی:  Kozłowy Ług) یک روستا در لهستان است که در گمینا شوجاوووو واقع شده‌است.